# Lin Chaopan
Lin Chaopan (né le 27 août 1995) est un gymnaste chinois.

## Carrière
Il remporte le titre aux barres parallèles lors des Championnats du monde à Anvers en 2013, le titre par équipes aux Mondiaux de 2014 à Nanning, le bronze par équipes aux Mondiaux de 2015 à Glasgow, le bronze par équipes aux Jeux olympiques de Rio en 2016 et l'argent au concours général à Montréal aux Mondiaux de 2017.
Il est sacré champion du monde par équipes en 2018.